# Wise Intelligent
 (août 2022).
La mise en forme du texte ne suit pas les recommandations de Wikipédia : il faut le « wikifier ».
Les points d'amélioration suivants sont les cas les plus fréquents :
- Les titres sont pré-formatés par le logiciel. Ils ne sont ni en capitales, ni en gras.
- Le texte ne doit pas être écrit en capitales (les noms de famille non plus), ni en gras, ni en italique, ni en « petit »…
- Le gras n'est utilisé que pour surligner le titre de l'article dans l'introduction, une seule fois.
- L'italique est rarement utilisé : mots en langue étrangère, titres d'œuvres, noms de bateaux, etc.
- Les citations ne sont pas en italique mais en corps de texte normal. Elles sont entourées par des guillemets français : « et ».
- Les listes à puces sont à éviter, des paragraphes rédigés étant largement préférés. Les tableaux sont à réserver à la présentation de données structurées (résultats, etc.).
- Les appels de note de bas de page (petits chiffres en exposant, introduits par l'outil «  Source ») sont à placer entre la fin de phrase et le point final[comme ça].
- Les liens internes (vers d'autres articles de Wikipédia) sont à choisir avec parcimonie. Créez des liens vers des articles approfondissant le sujet. Les termes génériques sans rapport avec le sujet sont à éviter, ainsi que les répétitions de liens vers un même terme.
- Les liens externes sont à placer uniquement dans une section « Liens externes », à la fin de l'article. Ces liens sont à choisir avec parcimonie suivant les règles définies. Si un lien sert de source à l'article, son insertion dans le texte est à faire par les notes de bas de page.
- La présentation des références doit suivre les conventions bibliographiques. Il est recommandé d'utiliser les modèles {{Ouvrage}}, {{Chapitre}}, {{Article}}, {{Lien web}} et/ou {{Bibliographie}}. Le mode d'édition visuel peut mettre en forme automatiquement les références.
- Insérer une infobox (cadre d'informations à droite) n'est pas obligatoire pour parachever la mise en page.

Pour une aide détaillée, merci de consulter Aide:Wikification.
Si vous pensez que ces points ont été résolus, vous pouvez retirer ce bandeau et améliorer la mise en forme d'un autre article.
Timothy Grimes, mieux connu sous son nom de scène Wise Intelligent, est un musicien hip hop américain de Trenton, New Jersey. Il est membre de Poor Righteous Teachers. Il a sorti The Talented Timothy Taylor en 2007. Son troisième album solo, The Unconkable Djezuz Djonez, est sorti en 2011. En 2012, Complex l'a inclus sur la liste des « 50 rappeurs les plus sous-estimés de tous les temps ». En 2017, il sort un album collaboratif avec Gensu Dean, intitulé Game of Death.

## Discographie

### Albums studio
- Killin' U... for Fun (1996)
- The Talented Timothy Taylor (2007)
- The Unconkable Djezuz Djonez(2011)
- El Negro Guerrero (2013)
- Stevie Bonneville Wallace (2016)
- The Blue Klux Klan(2017)
- Game of Death (with Gensu Dean) (2017)
- Ponzie (2018)

### Albums de compilation
- Blessed Be the Poor? (2007)

### EP
- Omnicide (with Snowgoons) (2020)

### Singles
- "Killin'-U" b/w "Tu-Shoom-Pang" (1995)
- "Rastafarian Girl" (1996)
- "Never Kill Again" b/w "Freestyle" (1996)
- "Steady Slangin'" b/w "My Sound" (1996)

### Apparitions en tant qu'invité
- Steve Harvey - "I'm the One" (1990)
- Professeur Griff - "Verbal Intercourse" extrait de Black Draft (1993)
- Nitty Gritty - "Good Morning Teacher" (1995)
- Assassin - "Wake Up! (Réveillez-Vous !)" extrait de Perles Rares (1989-2002) (2004)
- Jel - "WMD" extrait de Soft Money (2006)
- Blue Sky Black Death - "Engage My Words" extrait de A Heap of Broken Images (2006)
- Oh No - "Black" extrait de Exodus into Unheard Rhythms (2006)
- Snowgoons - "Teacher's Trademark" extrait de German Lugers (2007)
- Truth Universal - "Black Culture" extrait de Self Determination (2008)
- Blee - "Figured Out" extrait de Cosmos Road (2010)
- Bombshell - "The Highest" extrait de The Premix (2010)
- Rockin' Squat - "Démocratie Fasciste (Article 5)" extrait des Confessions d'un Enfant du Siècle: Volume 3 (2010)
- Rockin' Squat - "Démocratie Fasciste (Article 5)" et "Wake Up" extrait de US Alien (Chapter One) (2011)
- Reef the Lost Cauze & Snowgoons - "Mount Up" extrait de Your Favorite MC (2011)
- Beneficence - "Royal Dynasty (Remix)" extrait de Sidewalk Science (2011)
- J. Rawls - "Face It" extrait de The Hip-Hop Affect (2011)
- Billions - "Die Slow" extrait de A Secret Worth Billions (2012)
- Def Dee - "Lightning I'm Igniting" extrait de 33 and a Third (2013)
- The White Shadow - "Trust Issues" extrait de Destroyer (2014)